# Eduardo Jonquieres
Eduardo Jonquieres (27 février 1918 à Buenos Aires - 5 novembre 2000) était un peintre argentin.

## Biographie
Après avoir fait ses études à l'École des beaux-arts de Buenos-Aires ses débuts en peinture sont marqués par un style figuratif linéaire et rigoureux rappelant à la fois le dessin de Pablo Picasso des années 1940 et le réalisme social des muralistes mexicains. 
En 1952 il s'oriente vers l'abstraction, influencé par les principes du Bauhaus, propagés à cette époque en Amérique du Nord par Joseph Albers, et par les travaux du groupe d'artistes argentins Art Concret.
Dans les années 1950, Eduardo Jonquières anime à Buenos Aires un nouveau groupe de peintres d'avant garde, l'Arte Nuevo composé de Carmelo Arden-Quin, Martha Boto, Simona Ertan et Grégorio Vardanega. L'Arte Nuevo expose notamment les premières œuvres de Luis Tomasello.  
Eduardo Jonquières oscille longtemps entre poésie, littérature et peinture. Cette dernière finalement l'emporte, sans toutefois jamais exclure entièrement les autres formes d'expression.
Entre-temps, pour gagner sa vie, il enseigne de l'histoire de l'art à l'université de La Plata, et occupe ensuite un emploi culturel auprès de l'ambassade de France en Argentine. Cette activité sera le tremplin qui le conduira en France vers la fin des années 1950. 
En 1958, il entre à l'Unesco.